# Ronde van Frankrijk 2022/Negende etappe
De negende etappe van de Ronde van Frankrijk 2022 werd verreden op 10 juli met start in Aigle en finish in Châtel les Portes du Soleil. Het betrof een bergetappe over 183 kilometer.

## Koersverloop
Deze eerste etappe in de Alpen was een voorproefje voor de zwaardere etappes die de komende dagen zouden volgen. Na een kalme start ontstond er een kopgroep van eenentwintig man met daarbij groenetruidrager Wout van Aert, Rigoberto Urán, Thibaut Pinot, Warren Barguil, Bob Jungels en Jasper Stuyven. Na de eerste twee beklimmingen was de voorsprong van de kopgroep opgelopen tot ruim drieënhalve minuut. 
Op zestig koos Jungels de aanval samen met Simon Geschke en daarachter versplinterde de kopgroep. Geschke pakte op de een-na-laatste col de bergpunten en nam hiermee de bergtrui over van Magnus Cort. Daarna liet de Duitser zich terugzakken en moest Jungels het verder alleen doen. Met een voorsprong van twee minuten op zijn achtervolgers begon aan de lastige Pas de Morgins (15,4 kilometer à 6,1% gemiddeld). Achter de Luxemburger probeerde Pinot hem te achterhalen, maar op een halve minuut achterstand was het verzet bij Pinot gebroken. Jungels kwam als eerste boven en reed een goede afdaling waarmee de etappe voor hem niet in gevaar kwam. Achter hem werd Pinot achterhaald door Jonathan Castroviejo en Carlos Verona, die het podium van deze etappe op gepaste afstand van Jungels vervolledigden. 
Bij de mannen van het klassement plaatste Tadej Pogačar een aanval, die alleen door Jonas Vingegaard kon worden gepareerd. Het leverde geen tijdverschillen op, wel moesten een aantal renners lossen zoals Aleksandr Vlasov, die een dikke minuut verloor op de andere concurrenten; Daniel Martínez en Ben O'Connor verloren respectievelijk zestien en zevenentwintig minuten en kunnen een goed eindklassement vergeten.

## Uitslag
| Aigle – Châtel Les Portes du Soleil (183 km) |                      |                   |          |
| Plaats                                       | Naam                 | Ploeg             | Tijd     |
| 1                                            | Bob Jungels          | AG2R-Citroën      | 4u46'39" |
| 2                                            | Jonathan Castroviejo | INEOS Grenadiers  | + 22"    |
| 3                                            | Carlos Verona        | Movistar Team     | + 26"    |
| 4                                            | Thibaut Pinot        | Groupama-FDJ      | + 40"    |
| 5                                            | Tadej Pogačar        | UAE Team Emirates | + 49"    |
| 6                                            | Jonas Vingegaard     | Team Jumbo-Visma  | z.t.     |
| 7                                            | Geraint Thomas       | INEOS Grenadiers  | + 52"    |
| 8                                            | Adam Yates           | INEOS Grenadiers  | z.t.     |
| 9                                            | Enric Mas            | Movistar Team     | z.t.     |
| 10                                           | Nairo Quintana       | Arkéa-Samsic      | z.t.     |
|                                              |                      |                   |          |
| 20                                           | Tiesj Benoot         | Team Jumbo-Visma  | + 1'09"  |
| 24                                           | Steven Kruijswijk    | Team Jumbo-Visma  | + 1'12"  |

| Algemeen klassement |                   |                       |           |
| Plaats              | Naam              | Ploeg                 | Tijd      |
| Gele trui           | Tadej Pogačar     | UAE Team Emirates     | 33u43'44" |
| 2                   | Jonas Vingegaard  | Team Jumbo-Visma      | + 39"     |
| 3                   | Geraint Thomas    | INEOS Grenadiers      | + 1'17"   |
| 4                   | Adam Yates        | INEOS Grenadiers      | + 1'25"   |
| 5                   | David Gaudu       | Groupama-FDJ          | + 1'38"   |
| 6                   | Romain Bardet     | Team DSM              | + 1'39"   |
| 7                   | Tom Pidcock       | INEOS Grenadiers      | + 1'46"   |
| 8                   | Enric Mas         | Movistar Team         | + 1'50"   |
| 9                   | Neilson Powless   | EF Education-EasyPost | + 1'55"   |
| 10                  | Nairo Quintana    | Arkéa-Samsic          | + 2'13"   |
|                     |                   |                       |           |
| 23                  | Steven Kruijswijk | Team Jumbo-Visma      | + 9'57"   |
| 29                  | Tiesj Benoot      | Team Jumbo-Visma      | + 16'16"  |

## Opgaves
- Kasper Asgreen (Quick Step-Alpha Vinyl): Niet gestart wegens last van de knie
- Ruben Guerreiro (EF Education-EasyPost): Niet gestart wegens ziekte
- Guillaume Martin (Cofidis): Niet gestart vanwege een positieve coronatest

1e etappe ·
2e etappe ·
3e etappe ·
4e etappe ·
5e etappe ·
6e etappe ·
7e etappe ·
8e etappe ·
9e etappe ·
10e etappe ·
11e etappe ·
12e etappe ·
13e etappe ·
14e etappe ·
15e etappe ·
16e etappe ·
17e etappe ·
18e etappe ·
19e etappe ·
20e etappe ·
21e etappe
Startlijst · Eindstanden · Afbeeldingen